# ザイサンアミノドン
ザイサンアミノドン（学名：Zaisanamynodon）は、カザフスタン北東部のザイサン盆地にちなんで命名された、サイ上科アミノドン科に属する絶滅した大型哺乳類の属。体長は約5メートルに達し、現生のカバと同様に河川やその周囲に生息していたと推測される。化石はカザフスタンのほか中華人民共和国の内モンゴル自治区や日本の兵庫県からも発見されており、東アジアと中央アジアの動物相の共通性が示唆されている。

## 特徴
ザイサンアミノドンはアミノドン科の哺乳類であり、その頭蓋骨形態はメタミノドン族に典型的である。すなわち、頬骨弓は巨大で、頭蓋骨は前側で縮小しており、前頭骨と上顎骨が接触し、また眼窩が頭骨の比較的高い位置に存在する。またアミノドン科の例に漏れず、ザイサンアミノドンは現生のサイと異なり角を持たなかった。その一方で深い前眼窩窩が吻部を狭窄するため、脳頭蓋よりも吻部は狭くなっており、この点は他のメタミノドン族と異なる。

## 種
ザイサンアミノドン属は長らくタイプ種Z. borisoviの1種のみが知られていた。ホロタイプ標本ANPIN 2761/1-22は不完全な頭蓋骨・下顎・頸椎の大半と前肢を含む不完全な体骨格の一部からなる。カザフスタンからは2023年にも断片的な頭蓋骨であるZSN-KKS-28-IPBが報告されている。
Lucas (2006) はProcadurcodon orientalisを疑問名と判断し、ロシア沿海地方とアメリカ合衆国オレゴン州の上部始新統から産出した化石をザイサンアミノドンの第二の種としてZ. protheroiに再分類した。この時、Z. borisoviとZ. protheroiの区別は頭蓋骨に占める吻部の長さの比率の差異や歯の形状の差異に基づくものであった。
ただし、Averianov et al. (2017) はProcadurcodonおよびP. orientalisの有効性を主張しており、Z. protheroiをジュニアシノニムあるいはProvadurcodon属の種と解釈している。しかし Veine-Tonizzo et al. (2023) はZ. protheroiの標徴形質の解釈に変更を加えながらも本種をザイサンアミノドン属の種と認めている。

## 時空間分布
中国内モンゴルのザイサンアミノドンの化石はブロントテリウム科のエンボロテリウムよりもやや古い時代の地層とされるウラン・ゴチュ層から化石が産出している。Lucas et al. (1996) は中央アジアの動物相に基づく時代区分を用い、中国内モンゴルのザイサンアミノドンの地質時代をエルギリアン期（古第三紀始新世最後の期であるプリアボニアン期ごろ）とした。カザフスタンのタイプ産地は始新世中期と後期の動物相が混在しているため具体的な年代には議論があるが、Belyaeva (1971) はタイプ標本の時代を始新世後期と判断し、Lucas et al. (1996) もザイサンアミノドンをエルギリアン期の種として扱うことでこれを支持している。
日本におけるザイサンアミノドンの化石は兵庫県神戸市北区から報告されている。この地域には神戸層群が分布しており、約3700万年前あるいは約3800万年前の吉川層から産出したものである。一部が地表に露出していた化石を1999年3月に兵庫県立人と自然の博物館の職員が発見し、2002年2月から6月にかけて発掘が実施された。また、佐賀県伊万里市の唐津炭田相知層群芳の谷層からもザイサンアミノドンに類似する大型アミノドン類の化石が1962年に発見されており、始新世後期の地層として判断されている。当時のユーラシア大陸に日本海は存在せず、そのため後の日本を形成する地域にも中央アジアと共通する動物が生息していたことになる。
なお、Averianov et al. (2017) は、日本で産出したザイサンアミノドンがProvadurcodon属に属する可能性にも触れている。その同定が正しい場合、Provadurcodon属がロシアと日本を含む北アメリカ周辺地域に分布し、ザイサンアミノドンはアジアの中心的な陸地に分布していたことになる。